# Aire (película)
Aire es una película de Argentina filmada en colores dirigida por Arturo Castro Godoy sobre su propio guion que se estrenó el 1 de noviembre de 2018 y que tuvo como actores principales a Julieta Zylberberg, María Onetto y Carlos Belloso.

## Sinopsis
Lucía, una madre soltera de un niño con Asperger, es llamada de urgencia del colegio porque su hijo se dio un golpe y debe ir a buscarlo. Cuando llega angustiada a la escuela le informan que Mateo fue trasladado al hospital y sin poder calmar su ataque de asma,  deberá atravesar la ciudad en su busqueda.

## Reparto
Participaron del filme los siguientes intérpretes:
- Julieta Zylberberg	...Lucía
- María Onetto...Carmen
- Carlos Belloso...	Daniel
- Ceferino Rodríguez Ibáñez...Mateo
- Raúl Kreig	...Oscar
- Claudia Schujman...Julieta
- Sergio Abbate…Conductor
- Walter Alemandi...Doctor
- Laura Arias...Mujer
- Enrique Raúl Barzanti	...Policía
- Pamela Bertona	...Belén
- Sergio Cangiano	...Taxista 2
- Carolina Cano...	Doctora
- Camilo Céspedes...Taxista 3
- Juan Manuel Velasquez.....voz radio
- Daiana Ortiz....voz radio
- Flavia Del Rosso	...Celeste
- Delia Beatriz Gaido...Marta
- Nelda González	...Enfermera
- Ariel Hamoui...Empleado
- Mateo Izza...Martín
- Federico Kessler	...Empleado rubio
- Silvana Montemurri...	Señora
- Vicky Olgado...Empleada
- Adriana Rodríguez...	Enfermera 2
- Hernán Rosa...Lucas
- Roberto Trucco...Taxista 1
- Julieta Guillermina Vigo...Mamá

## Comentarios
Guy Lodge en Variety opinó:

”La película de Godoy se preocupa… por crear un aura de pánico muy creíble que muchos padres reconocerán en sus pesadillas, sostenida por una interpretación de la profunda convicción de Julieta Zylberberg.”

Pablo O. Scholz dijo en Clarín:

”… por su estructura se parece -salvando las diferencias - a Un día de furia de Joel Schumacher y Después de hora, de Martin Scorsese. Cuando todo puede salir mal, seguramente así suceda…Julieta Zylberberg está casi el 100% en pantalla. Tiene la cámara ahí, encima, todo el tiempo. Carlos Belloso y María Onetto… tienen participaciones más esporádicas, pero con peso específico fuerte. En síntesis, es una odisea la que vive Lucía, y el espectador no hace otra cosa que compartir y sufrir las vicisitudes de un personaje que no crece, pero porque no puede ni tiene tiempo, como toda madre (soltera, o no) desvelada por su hijito.”.

## Premios y nominaciones
Festival Internacional de Cine de Bengaluru 2019
- Nominada al Premio Cine mundial contemporáneo

Festival de Cine Latinoamericano de Lima  2019
- Nominada al Premio a la Mejor Película en la competición de irresistibles.

Festival de Cine de Miami 2019
- Nominada al Premio a la Mejor Película en la Competición HBO Ibero-Americana

Festival de Cine Español de Málaga 2019
- Nominada al Premio Biznaga de Oro a la Mejor Película Iberoamericana

Festival Internacional de Cine de Glasgow (WOFF) 2019
- Ganadora del Premio a la Mejor Película de Largometraje